# 第36回ゴールデンラズベリー賞
第36回ゴールデンラズベリー賞は、2015年の映画で最低の作品に贈られる賞である。2016年1月13日にノミネートが発表され、同年2月27日に受賞結果が発表された。

## ノミネート一覧
太字が受賞である。
| 部門                         | 候補 |
| ---------------------------- | --- |
| 最低作品賞                   | フィフティ・シェイズ・オブ・グレイ                                                                        |
| 最低作品賞                   | ファンタスティック・フォー                                                                                |
| 最低作品賞                   | ピクセル                                                                                                  |
| 最低作品賞                   | ジュピター                                                                                                |
| 最低作品賞                   | モール・コップ ラスベガスも俺が守る                                                                       |
| 最低主演男優賞               | ジェイミー・ドーナン - 『フィフティ・シェイズ・オブ・グレイ』                                             |
| 最低主演男優賞               | ジョニー・デップ - 『チャーリー・モルデカイ 華麗なる名画の秘密』                                          |
| 最低主演男優賞               | アダム・サンドラー - 『靴職人と魔法のミシン』『ピクセル』                                                 |
| 最低主演男優賞               | チャニング・テイタム - 『ジュピター』                                                                     |
| 最低主演男優賞               | ケヴィン・ジェームズ - 『モール・コップ ラスベガスも俺が守る』                                            |
| 最低主演女優賞               | ダコタ・ジョンソン - 『フィフティ・シェイズ・オブ・グレイ』                                               |
| 最低主演女優賞               | ミラ・クニス - 『ジュピター』                                                                             |
| 最低主演女優賞               | ジェニファー・ロペス - 『ジェニファー・ロペス 戦慄の誘惑』                                                |
| 最低主演女優賞               | グウィネス・パルトロウ - 『チャーリー・モルデカイ 華麗なる名画の秘密』                                    |
| 最低主演女優賞               | キャサリン・ハイグル - 『ホーム・スイート・ヘル/キレたわたしの完全犯罪』                                  |
| 最低助演男優賞               | エディ・レッドメイン - 『ジュピター』                                                                     |
| 最低助演男優賞               | チェビー・チェイス - 『お!バカんす家族』『オフロでGO!!!!! タイムマシンはジェット式2』                     |
| 最低助演男優賞               | ジョシュ・ギャッド - 『ピクセル』『ベストマン -シャイな花婿と壮大なる悪夢の2週間-』                       |
| 最低助演男優賞               | ケヴィン・ジェームズ - 『ピクセル』                                                                       |
| 最低助演男優賞               | ジェイソン・リー - 『Alvin & The Chipmunks: Road Chip』                                                   |
| 最低助演女優賞               | ケイリー・クオコ - 『Alvin & The Chipmunks: Road Chip』『ベストマン -シャイな花婿と壮大なる悪夢の2週間-』 |
| 最低助演女優賞               | ルーニー・マーラ - 『PAN 〜ネバーランド、夢のはじまり〜』                                                 |
| 最低助演女優賞               | ミシェル・モナハン - 『ピクセル』                                                                         |
| 最低助演女優賞               | ジュリアン・ムーア - 『Seventh Son』                                                                      |
| 最低助演女優賞               | アマンダ・セイフライド - 『クーパー家の晩餐会』『PAN 〜ネバーランド、夢のはじまり〜』                     |
| 最低監督賞                   | ジョシュ・トランク（&アラン・スミシー?） - 『ファンタスティック・フォー』                                 |
| 最低監督賞                   | アンディ・フィックマン - 『モール・コップ ラスベガスも俺が守る!』                                         |
| 最低監督賞                   | トム・シックス - 『ムカデ人間3』                                                                          |
| 最低監督賞                   | サム・テイラー＝ジョンソン - 『フィフティ・シェイズ・オブ・グレイ』                                       |
| 最低監督賞                   | ラナ・ウォシャウスキー＆アンディ・ウォシャウスキー - 『ジュピター』                                       |
| 最低リメイク・パクリ・続編賞 | ファンタスティック・フォー                                                                                |
| 最低リメイク・パクリ・続編賞 | ムカデ人間3                                                                                               |
| 最低リメイク・パクリ・続編賞 | モール・コップ ラスベガスも俺が守る!                                                                      |
| 最低リメイク・パクリ・続編賞 | オフロでGO!!!!! タイムマシンはジェット式2                                                                 |
| 最低リメイク・パクリ・続編賞 | Alvin & The Chipmunks: Road Chip                                                                          |
| 最低スクリーンコンボ賞       | ジェイミー・ドーナン＆ダコタ・ジョンソン - 『フィフティ・シェイズ・オブ・グレイ』                         |
| 最低スクリーンコンボ賞       | “ファンタスティック”たち - 『ファンタスティック・フォー』                                                 |
| 最低スクリーンコンボ賞       | ジョニー・デップ＆のりで付けた口ひげ - 『チャーリー・モルデカイ 華麗なる名画の秘密』                      |
| 最低スクリーンコンボ賞       | ケヴィン・ジェームズ＆セグウェイ、またはのりで付けた口ひげ - 『モール・コップ ラスベガスも俺が守る!』     |
| 最低スクリーンコンボ賞       | アダム・サンドラーといくつかの靴 - 『靴職人と魔法のミシン』                                               |
| 最低脚本賞                   | フィフティ・シェイズ・オブ・グレイ                                                                        |
| 最低脚本賞                   | ファンタスティック・フォー                                                                                |
| 最低脚本賞                   | ジュピター                                                                                                |
| 最低脚本賞                   | ピクセル                                                                                                  |
| 最低脚本賞                   | モール・コップ ラスベガスも俺が守る!                                                                      |
| 名誉挽回賞                   | シルヴェスター・スタローン - 『クリード チャンプを継ぐ男』                                                |
| 名誉挽回賞                   | エリザベス・バンクス - 『ピッチ・パーフェクト2』                                                          |
| 名誉挽回賞                   | M・ナイト・シャマラン - 『ヴィジット』                                                                    |
| 名誉挽回賞                   | ウィル・スミス - 『コンカッション』                                                                       |